# 劉幽求
劉幽求（655年—715年），冀州武強縣（今河北省衡水市武强县）人，唐朝政治人物。
生於唐高宗永徽六年（655年），武則天聖曆年間任閬中縣尉，後改任朝邑（今陝西大荔縣朝邑鎮）縣尉。唐睿宗時，加銀青光祿大夫。
唐隆元年（710年），臨淄王李隆基發動唐隆政变，誅韋皇后、安樂公主，劉幽求因參與其謀，功授中書舍人，封中山縣男。
後與姚崇不合，改授太子少保，劉幽求因此“鬱怏于散職，兼有怨言”，被人告發，貶睦州刺史。
開元三年（715年）卒於遷往杭州、郴州途中。贈禮部尚書，諡文獻。

## 世系
在《唐故宣徽使赠内侍梁公妻彭城郡刘氏夫人墓志铭并序》中，该墓志声称刘夫人是刘幽求九代孙女，而刘幽求是宋武帝刘裕的后裔。

## 延伸阅读
[在维基数据编辑]
 《舊唐書·卷97》，出自刘昫《舊唐書》
 《新唐書·卷121》，出自《新唐書》